# ببغاء
البَبَّغَاءُ أو البَبْغَاءُ، وَتُجْمَعُ عَلَى البَبَّغَاوَاتُ، هي طُيورٌ جديدة، تتبع طويئفة حَدِيْثَاتِ الفَكِّ، تَظُمُّ 398 نوعًا تَتْبَعُ 92 جنسًا، توجد في الغالب في المناطق الاستوائية وشبه الاستوائية. تنقسم رتبة الببغائيات إلى ثلاث فصائل: الببغاوات الحقيقية، والكوكاتو، وببغاوات نيوزيلندا. ثلث أنواع الببغاوات مهددة بالانقراض، مع خطر الانقراض الكلي (في مؤشر القائمة الحمراء للاتحاد الدولي لحفظ الطبيعة) أكثر من أي مجموعة طيور أخرى مماثلة. تمتلك الببغاوات توزيعًا استوائيًا بشكل عام مع العديد من الأنواع التي تعيش في المناطق المعتدلة في نصف الكرة الجنوبي أيضًا. يوجد أكبر تنوع للببغاوات في أمريكا الجنوبية، وأستراليا.
تشمل السمات المميزة للببغاوات مِنْقَارًا قويًا منحنيًا ووقفة منتصبة وأرجل قوية وأقدام ذاتِ مَخَالِبٍ. تتميز العديد من الببغاوات بألوان زاهية وبعضها متعدد الألوان. تظهر معظم الببغاوات مثنوية الشكل الجنسية أو لا تظهر على الإطلاق في الطيف المرئي. تشكل الببغاوات ترتيب الطيور الأكثر تنوعًا من حيث الطول.
أهم مكونات النظام الغذائي لمعظم الببغاوات هي البذور والمكسرات والفاكهة والبراعم والمواد النباتية الأخرى. بعض الأنواع تتغذى أحيانًا على الحيوانات والجيف، بينما تتخصص اللوريات واللوريكيتات في التغذية على رحيق الأزهار والفواكه اللينة. تعشش الببغاوات في جوف الأشجار، وتضع بيضًا أبيض اللونِ.
تعد الببغاوات -إلى جانب الغرابيات والقيق والعقعق- من أكثر الطيور ذكاءً، وقدرة بعض الأنواع على تقليد الكلام البشري تعزز من شعبيتها كحيوانات أليفة. أدى محاصرة الببغاوات البرية لتجارة الحيوانات الأليفة، فضلًا عن الصيد وفقدان الموائل والمنافسة من الأنواع الغازية، إلى تقليص أعداد الحيوانات البرية، حيث تتعرض الببغاوات للاستغلال أكثر من أي مجموعة أخرى من الطيور. اعتبارًا من عام 2021، يعيش نحو 50 مليون ببغاء (نصف الببغاوات) في الأَسْرِ، وتعيش الغالبية العظمى منهم كحيوانات أليفة في منازل الناس. كما أن الإجراءات التي اتخذت للحفاظ على موائل بعض الأنواع الكاريزمية البارزة قد حمت أيضًا العديد من الأنواع الأقل جاذبية التي تعيش في نفس النظم البيئية.
الببغاوات هي الكائنات الوحيدة التي تظهر ثلاثية حقيقية، باستخدام أعناقها ومناقيرها كأطراف ذات قوى دفع مساوية أو أكبر من تلك القوى التي تولدها الأطراف الأمامية للرئيسيات عند تسلق الأسطح الرأسية. يمكن للببغاوات الترحل مع المشية الدورية الثلاثية عند التسلق.

## التصنيف

### الأصل والتطور
يشير تنوع الببغاء في أمريكا الجنوبية وأستراليا إلى أن رتبته قد تطورت في غندوانا، المتمركزة في أستراليا. مع ذلك فإن ندرة الببغاوات في السجل الأحفوري تمثل صعوبات في تأكيد الفرضية. يوجد حاليًا عدد أكبر من بقايا الحفريات من نصف الكرة الشمالي في أوائل حقب الحياة الحديثة. تشير الدراسات الجزيئية إلى أن الببغاوات قد تطورت منذ حوالي 59 مير (المدى 66-51 مير) في غندوانا. نشأ ببغاء الإقليم المداري منذ 50 مير (المدى 57-41 مير).
يعتقد أن قطعةً من منقارٍ كبيرٍ يصل حجمها إلى 15 مم (0.6 بوصة)، وجدت في رواسب في مقاطعة نيوبرارا؛ هي أقدم حفرية ببغاء ويفترض أنها نشأت من العصر الطباشيري المتأخر، والذي جعل عمرها يبلغ نحو 70 مليون سنة. مع ذلك تشير دراسات أخرى إلى أن هذه الحفرية ليست من طائر، إنما هي لنوعٍ من مستجدات الفك، حيث أن العديد من تفاصيل الحفرية المستخدمة لدعم هويتها كببغاء ليست في الواقع مقصورة على الببغاوات، وهي تختلف عن أقدم أحافير الببغاء المعروفة.
يُفترض أن الببغاوت كانت موجودة خلال انقراض العصر الطباشيري الباليوجيني، قبل 65 مليون سنة. ربما كانت من طيور التنقل الشجري، ولم يكن لديها مناقير التكسير المتخصصة للأنواع الحديثة. يقدم التحليل دليلًا قويًا على أن الببغاوات هي مجموعة شقيقة من الجواثم، وتشكل فصيلة العصفوريات الببغائية، وهي المجموعة الشقيقة للصقريات.
يعود تاريخ أول أحافير الببغاء غير المثيرة للجدل إلى العصر الأيوسيني في أوروبا نحو 50 مليون سنة.
عُثِرَ على العديد من الهياكل العظمية الكاملة لطيور تشبه الببغاء في إنجلترا وألمانيا. ربما لا تكون هذه أحافير انتقالية بين الببغاوات الأسلاف والحديثة، بل هي سلالات تطورت بالتوازي مع الكاكاو والببغاوات الحقيقية.
تعود أقدم سجلات الببغاوات الحديثة إلى حوالي 23-20 مليون سنة. يتكون سجل الحفريات -بشكل رئيس من أوروبا- من عظام يمكن التعرف عليها بوضوح على أنها تنتمي إلى ببغاوات حديثة تشريحًا. لا يحتوي نصف الكرة الجنوبي على بقايا شبيهة بالببغاء قبل العصر الميوسيني المبكر قبل 20 مليون سنة.

### السلالات
تتكون الببغاوات من ثلاث سلالات رئيسة: ببغاء نيوزيلاند والببغاء الحقيقي والكوكاتو. اُعْتُبِرَ ببغاء نيوزيلاند جزءًا من الببغاوات الحقيقية، ولكن وُضِعَ الأول الآن في قاعدة شجرة الببغاء مع الأعضاء المتبقية من الببغاوات الحقيقية، وكذلك جميع أعضاء الكوكاتو. تتميز الكوكاتو بأن لها قِنْزَعَةٌ متحركة، وترتيب مختلف للشرايين السباتية، والمرارة، والاختلافات في عظام الجمجمة.

## البنية
تتراوح الأنواع الحية في الحجم من ببغاء الأقزام ذو الوجه المصفر، ويبلغ وزنه أقل من 10 جم (0.4 أونصة) وطوله 8 سم (3.1 بوصة)، إلى المكاو الياقوتي، بطول 1 متر (3.3 قدم)، وببغاء البومة، بوزن 4.0 كجم (8.8 رطل). من بين الفصائل، الأنواع الثلاثة الباقية من ببغاوات نيوزيلاند كلها ببغاوات كبيرة، وتكون ببغاوات الكوكاتو طيورًا كبيرة أيضًا. الببغاوات الحقيقية أكثر تنوعًا بكثير، حيث تتباين أحجام الأنواع في عوائل الفصيلة.
أكثر الخصائص الفيزيائية وضوحًا هي المنقار العريض القوي والمنحني. الفك العلوي بارز وينحني للأسفل ويصل إلى نقطة معينة. لا يندمج المنقار مع الجمجمة؛ ما يسمح لها بالتحرك بشكل مستقل، ويساهم في ضغط العض الهائل الذي يمكن أن تمارسه الطيور. المكاو الياقوتي، على سبيل المثال، لديه قوة عض تبلغ 35 كجم / سم 2 (500 رطل / بوصة مربعة)، قريبة من قوة عض الكلب الكبير. الفك السفلي أقصر، مع حافة حادة متجهة للأعلى، والتي تتحرك عكس الجزء المسطح من الفك العلوي بطريقة تشبه السندان. تحدث مستقبلات اللمس على طول الحواف الداخلية للمنقار الكيراتيني، والتي تُعرف مجتمعة باسم "عضو طرف المنقار"؛ مما يسمح بالتحريك الدقيق للغاية. الببغاوات الآكلة للبذور لها لسان قوي (يحتوي على مستقبلات لمس مماثلة لتلك الموجودة في عضو طرف المنقار)، مما يساعد على التعامل مع البذور أو وضع الجوز في المنقار بحيث يمكن للفك السفلي أن يطبق قوة تكسير مناسبة. الرأس كبير، وعيناه موضوعتان عاليًا وأفقيًا في الجمجمة، لذا فإن المجال البصري للببغاوات لا يشبه أي طيور أخرى. يمكن للببغاء أن يرى من تحت طرف المنقار دون أن يدير رأسه، وكل ذلك فوق رأسه، وخلف رأسه تمامًا. تمتلك الببغاوات أيضًا مجالًا مجهرًا أماميًا واسعًا للطيور، على الرغم من أن هذا ليس قريبًا من الحقول المرئية ذات العينين الرئيسية. على عكس البشر، فإن رؤية الببغاوات حساسة أيضًا للأشعة فوق البنفسجية.
الببغاوات لها أقدام قوية (إصبعان متجهان للأمام واثنان للخلف) بمخالب حادة وممدودة، والتي تستخدم للتسلق والتأرجح. معظم الأنواع قادرة على استخدام أقدامها للتلاعب بالطعام والأشياء الأخرى بدرجة عالية من البراعة، بطريقة مماثلة للإنسان باستخدام أيديهم. أظهرت دراسة أجريت مع الببغاوات الأسترالية أنها تظهر "الإنصاف"، وهو تفضيل واضح فيما يتعلق بالقدم المستخدمة في التقاط الطعام، حيث تكون الببغاوات البالغة "بالقدم اليسرى" أو "بالقدم اليمنى" على وجه الحصر تقريبًا. يختلف انتشار كل تفضيل داخل المجتمع حسب الأنواع.
أنواع الببغاوات لديها قِنْزَعَةٌ متحركة من الريش أعلى رؤوسها، والتي يمكنها رفعها للعرض والتراجع. لا يمكن لببغاوات أخرى أن تفعل ذلك، لكن لوريكيت المحيط الهادئ في أجناس فيتي وفيجَس يمكن أن ينزعج من ريش التاج والقفا، والببغاء ذو المروحة الحمراء (أو الببغاء ذو الرأس الصقر) لديه هدب رقبة بارزة يمكن أن يرفعه وأقل في الإرادة. اللون السائد للريش في الببغاوات أخضر، على الرغم من أن معظم الأنواع لها بعض اللون الأحمر أو لون آخر بكميات صغيرة. إلا أن الكوكاتو غالبًا ما يكون أسود أو أبيض مع بعض الأحمر أو الوردي أو الأصفر. لا يعتبر منثوية الشكل الجنسي القوي في الريش أمرًا معتادًا بين الببغاوات، مع بعض الاستثناءات الملحوظة، وأكثرها لفتًا للنظر هو ببغاء الإيكلكتس. غير مرئي للبشر.

## المواطن والتوزيع
توجد الببغاوات في جميع القارات والمناطق الاستوائية وشبه الاستوائية بما في ذلك أستراليا وأوقيانوسيا، جنوب آسيا وجنوب شرق آسيا وأمريكا الوسطى وأمريكا الجنوبية وإفريقيا. بعض جزر الكاريبي والمحيط الهادئ هي موطن لأنواع متوطنة. إلى حد بعيد يأتي أكبر عدد من أنواع الببغاء من أستراليا وأمريكا الجنوبية. تمدد أنواع اللوريكيتات واللوريكات من سولاوسي والفلبين في الشمال إلى أستراليا وعبر المحيط الهادئ حتى بولينيزيا الفرنسية، مع وجود أكبر تنوع في غينيا الجديدة وما حولها. تشمل الفصائل الفرعية لببغاوات الإقليم المداري جميع الببغاوات الاستوائية الجديدة، بما في ذلك الأمازون والماكاو والكونيور، وتتراوح من شمال المكسيك وجزر الباهاما إلى تييرا ديل فويغو في الطرف الجنوبي من أمريكا الجنوبية. تشكل الببغاوات الأقزام، جنسًا صغيرًا يقتصر على غينيا الجديدة وجزر سليمان. تتبع فصيلة ببغاوات نيوزيلاند على ثلاثة أنواع حية من الببغاوات الشاذة من نيوزيلندا. الببغاوات عريضة الذيل، مقصورة على أستراليا ونيوزيلندا وجزر المحيط الهادئ في أقصى الشرق مثل فيجي. عائلة الببغاء الحقيقية، تشمل مجموعة من الأنواع من أستراليا وغينيا الجديدة إلى جنوب آسيا وإفريقيا. مركز التنوع البيولوجي للكوكاتو هو أستراليا وغينيا الجديدة، على الرغم من وصول بعض الأنواع إلى جزر سليمان (وكان أحد الأنواع موجودًا سابقًا في كاليدونيا الجديدة)، والاسيا والفلبين.
تعيش العديد من الببغاوات في المناطق الباردة والمعتدلة في أمريكا الجنوبية ونيوزيلندا. عاشت ثلاثة أنواع - الببغاء ذو المنقار السميك، والببغاء الأخضر، وببغاء كارولينا المنقرض الآن - في أقصى الشمال حتى جنوب الولايات المتحدة. استقدمت العديد من الببغاوات، وخاصة الببغاوات الراهبة، إلى المناطق ذات المناخ المعتدل، وأقامت مجاميع مستقرة في أجزاء من الولايات المتحدة (بما في ذلك مدينة نيويورك)، المملكة المتحدة، بلجيكا، إسبانيا واليونان. يمكن أن تكون هذه الطيور ناجحة جدًا في المناطق التي أدخلت، الطيور الدخيلة كالأمازون الأحمر المتوج في الولايات المتحدة والتي قد تنافس تلك الموجودة في المكسيك. الببغاء الوحيد الذي يسكن المناخ الألبي هو كيا، وهو مستوطن في سلسلة جبال الألب الجنوبية في الجزيرة الجنوبية لنيوزيلندا.
قلة من الببغاوات تكون مستقرة أو مهاجرة. يقع معظمها في مكان ما بين الطرفين، ما يجعل الحركات الإقليمية غير مفهومة جيدًا، مع تبني البعض أسلوب حياة بدوي. هناك ثلاثة أنواع فقط مهاجرة: الببغاوات برتقالية البطن وزرقاء الأجنحة والببغاوات السريعة.

## السلوك
توجد العديد من التحديات في دراسة الببغاوات البرية، حيث يصعب اصطيادها وبمجرد صيدها، يصعب تمييزها. تعتمد معظم دراسات الطيور البرية على النطاقات أو وضع العلامات على الأجنحة، لكن الببغاوات تمضغ مثل هذه المرفقات. تميل الببغاوات أيضًا إلى الانتشار على نطاق واسع، بالتالي تحدث فجوات عديدة في معرفة سلوكها. بعض الببغاوات لديها طيران قوي ومباشر. تقضي معظم الأنواع الكثير من وقتها جالسًا أو يتسلق في مظلات الأشجار. غالبًا ما يستخدمون مناقيرهم للتسلق عن طريق الإمساك بالفروع أو الدعامات الأخرى أو تثبيتها. على الأرض، غالبًا ما تمشي الببغاوات مشية متدحرجة.

### الغذاء
يتكون النظام الغذائي للببغاوات من البذور والفواكه والرحيق وحبوب اللقاح والبراعم وأحيانًا المفصليات والفرائس الحيوانية الأخرى. أهم هذه البذور بالنسبة لمعظم الببغاوات الحقيقية والببغاوات. تطورت الفاتورة الكبيرة والقوية لتفتح وتستهلك البذور القاسية. تستخدم جميع الببغاوات الحقيقية، باستثناء ببغاء النسر، نفس الطريقة للحصول على البذرة من القشر؛ يوضع البذرة بين الفك السفلي ويسحق الفك السفلي القشرة، وعندها يتم تدوير البذرة في المنقار وإزالة القشرة المتبقية. قد يستخدمون أقدامهم أحيانًا لتثبيت البذور الكبيرة في مكانها. الببغاوات هي حيوانات محببة بدلاً من مشتتات البذور، وفي كثير من الحالات حيث يُرى أنها تستهلك الفاكهة، فإنهم يأكلون الفاكهة فقط للحصول على البذور. نظرًا لأن البذور غالبًا ما تحتوي على سموم تحميها، فإن الببغاوات تزيل بعناية معاطف البذور وأجزاء الفاكهة الأخرى المحمية كيميائيًا قبل الابتلاع. تستهلك العديد من الأنواع في الأمريكتين وإفريقيا وبابوا غينيا الجديدة الطين، الذي يطلق المعادن ويمتص المركبات السامة من الأمعاء.
النطاق الجغرافي وحجم الجسم يفسر في الغالب تكوين النظام الغذائي للببغاوات الاستوائية بدلاً من نسالة.
الببغاء المزركش، الببغاوات المعلقة، والببغاوات السريعة هي في الأساس مستهلكة للرحيق وحبوب اللقاح، ولديهم ألسنة مع رؤوس فرشاة لجمعها، بالإضافة إلى بعض التكيفات المعوية المتخصصة. العديد من الأنواع الأخرى تستهلك أيضًا الرحيق عندما يصبح متاحًا.
بعض أنواع الببغاء تتغذى على الحيوانات، وخاصة يرقات اللافقاريات. تتغذى الببغاوات ذات الأجنحة الذهبية على حلزون الماء، يمكن أن يصطاد الكيا النيوزيلندي، على الرغم من أنه من غير المألوف، اصطياد الأغنام البالغة، ويدخل ببغاء أنتيبودز، وهو ببغاء نيوزيلندي آخر، جحور تعشيش طيور النوء الرمادية المدعومة ويقتل المحتضنون الكبار. تقوم بعض الكوكاتو وكاكا النيوزيلندي بحفر الأغصان والأخشاب لتتغذى على اليرقات؛ يتكون الجزء الأكبر من النظام الغذائي للكوكاتو الأسود أصفر الذيل من الحشرات.
كانت بعضُ الببغاوات المنقرضة آكلةَ للحومٍ. ربما كانت بعض عصفوريات الشكل من آكلات الحشرات الشبيهة بالوَقْوَاقِيَّات أو البقَّاقيَّات، في حين كانت صقريات الأشكال الحقيقية من آكلات اللحوم الشبيهة بالطيور الجارحة.

### التربية
مع استثناءات قليلة، الببغاوات هي مربي أحادي الزوجة تعشش في تجاويف ولا تحتفظ بأي أراض أخرى غير مواقع التعشيش. الروابط الزوجية للببغاوات والكوكاتو قوية ويظل الزوج قريبًا خلال موسم عدم التكاثر، حتى لو انضموا إلى قطعان أكبر. كما هو الحال مع العديد من الطيور، يسبق تكوين الروابط الزوجية عروض التودد؛ هذه بسيطة نسبيًا في حالة الكوكاتو. في عروض التكاثر الشائعة للببغائيات، والتي عادة ما يقوم بها الذكر، تتضمن خطوات بطيئة ومتعمدة تُعرف باسم "موكب" أو "مشي فخم" و "حريق العين"، حيث تنقبض حدقة العين لتكشف عن حافة القزحية. يستخدم الذكر الاستمالة الاجتماعية للمساعدة في الحفاظ على الرابطة. التكاثر التعاوني، حيث تساعد الطيور بخلاف زوج التكاثر في تربية الصغار وهو أمر شائع في بعض عائلات الطيور، نادر للغاية في الببغاوات، ولم يظهر إلا بشكل لا لبس فيه في ببغاء الأورو والببغاء الذهبي (والذي قد يظهر أيضًا تعدد الزوجات، أو مجموعة التربية، السلوك مع إناث متعددة).
فقط الببغاء الراهب وخمسة أنواع من طيور الحب تبني أعشاشًا في الأشجار، وثلاثة من الببغاوات الأسترالية والنيوزيلندية تعشش على الأرض. تعشش جميع الببغاوات والببغاوات الأخرى في تجاويف، إما تجاويف شجرة أو تجاويف محفورة في المنحدرات أو البنوك أو الأرض. يعد استخدام الثقوب في المنحدرات أكثر شيوعًا في الأمريكتين. تستخدم العديد من الأنواع أعشاش الأرضة، ربما لتقليل وضوح موقع التعشيش أو لخلق مناخ أصغري ملائم. في معظم الحالات، يشارك كلا الوالدين في حفر العش. يختلف طول الجحر باختلاف الأنواع ، ولكنه يتراوح عادةً بين 0.5 و 2 متر (1.6 و 6.6 قدم) في الطول. غالبًا ما تصطف أعشاش الكوكاتو بالعصي ورقائق الخشب ومواد نباتية أخرى. في الأنواع الأكبر من الببغاوات والببغاوات، قد يكون توافر أجوف التعشيش محدودًا، مما يؤدي إلى منافسة شديدة لهم داخل الأنواع وبين الأنواع، وكذلك مع عائلات الطيور الأخرى. يمكن أن تحد حدة هذه المنافسة من نجاح التكاثر في بعض الحالات. أثبتت الأجوف التي أنشئت بشكل مصطنع من قبل مشجعي الأشجار نجاحها في زيادة معدلات التكاثر في هذه المناطق. بعض الأنواع مستعمرة، حيث يعشش الببغاء المختبئ في مستعمرات يصل قوامها إلى 70000 فرد. الاستعمار ليس شائعًا في الببغاوات كما هو متوقع، ربما لأن معظم الأنواع تتبنى تجاويف قديمة بدلاً من حفر تجاويف خاصة بها.
بيض الببغاوات أبيضُ اللونِ. في معظم الأنواع، تتولى الأنثى كل الحضانة، على الرغم من أن الحضانة مشتركة في الكوكاتو، واللوريكيت الأزرق، والببغاء المعلق الربيعي. تظل الأنثى في العش تقريبًا طوال فترة الحضانة ويتغذى عليها الذكر وأثناء فترات الراحة القصيرة. تتراوح فترة الحضانة من 17 إلى 35 يومًا، مع وجود فترات حضانة أطول للأنواع الأكبر. الصغار المولودون حديثي الولادة هم مملون، إما يفتقرون إلى الريش أو مع أبيض متناثر. يقضي الصغار من ثلاثة أسابيع إلى أربعة أشهر في العش، اعتمادًا على الأنواع، وقد يتلقون رعاية الوالدين لعدة أشهر بعد ذلك.
كما هو الحال في الأنواع المختارة من النوع كيه، فإن الببغاوات وأنواع الببغاء الأخرى الأكبر حجمًا لها معدلات تكاثر منخفضة. إنها تتطلب عدة سنوات حتى تصل إلى مرحلة النضج، وتنتج صغارًا واحدًا أو عددًا قليلًا جدًا من الصغار كل عام، ولا تتكاثر بالضرورة كل عام.

### الذكاء والتعلم
أظهرت بعض الببغاوات الرمادية الإفريقية القدرة على ربط الكلمات بمعانيها وتكوين جمل بسيطة. تعتبر الببغاوات أذكى الطيور. نسبة حجم الدماغ إلى الجسم في الببغاءات والكورفين مماثلة لتلك الموجودة في الرئيسيات العليا. بدلاً من استخدام القشرة المخية مثل الثدييات، تستخدم الطيور المُخ الأوسط (المُتوسط) للإدراك. لم تظهر الببغاوات ذكاء من خلال الاختبارات العلمية لقدرتها على استخدام اللغة فحسب، بل أظهرت أيضًا بعض أنواع الببغاوات، مثل تمتلك كيا أيضًا مهارات عالية في استخدام الأدوات وحل الألغاز.
يبدو أن التعلم في الحياة المبكرة مهم لجميع الببغاوات، ومعظم هذا التعلم هو التعلم الاجتماعي. غالبًا ما تُمارس التفاعلات الاجتماعية مع الأشقاء، وفي العديد من الأنواع، تتشكل الحضانات مع العديد من الحضانات. عادة ما يُعلم سلوك البحث عن العلف من الوالدين، ويمكن أن يكون علاقة طويلة الأمد. يصبح المتخصصون والمتخصصون عمومًا مستقلين عن آبائهم بشكل أسرع بكثير من الأنواع المتخصصة جزئيًا التي قد تضطر إلى تعلم المهارات على مدى فترات طويلة مع توفر الموارد المختلفة موسمياً. يشكل اللعب جزءًا كبيرًا من التعلم في الببغاوات؛ يمكن أن يكون اللعب انفراديًا أو اجتماعيًا. قد تشارك الأنواع في معارك اللعب أو الرحلات الجوية البرية لممارسة التهرب من المفترس. يمكن أن يؤدي عدم وجود محفزات إلى تأخير نمو الطيور الصغيرة، كما يتضح من مجموعة من ببغاوات الفازا المحفوظة في أقفاص صغيرة مع الدجاج المستأنسة من سن 3 أشهر؛ في عمر 9 أشهر، كانت هذه الطيور لا تزال تتصرف بنفس الطريقة التي يتصرف بها الأطفال بعمر 3 أشهر، لكنها تبنت بعض سلوك الدجاج. بطريقة مماثلة، يمكن للطيور الأسيرة في مجموعات حديقة الحيوان أو الحيوانات الأليفة، إذا حُرمت من المحفزات، تطوير سلوكيات نمطية وضارة مثل النتف الذاتي. حدد مربي الطيور الذين يعملون مع الببغاوات الحاجة إلى الإثراء البيئي للحفاظ على تحفيز الببغاوات.

### تقليد الصوت والكلام
يمكن للعديد من الببغاوات تقليد الكلام البشري أو الأصوات الأخرى. اقترحت دراسة أجرتها العالمة في جامعة هارفارد إيرين بيبربيرج قدرة عالية على التعلم لدى ببغاء رمادي إفريقي يدعى أليكس. دُرِّبَ أليكس على استخدام الكلمات لتحديد الأشياء ووصفها وعدّها وحتى الإجابة على أسئلة معقدة مثل "كم عدد المربعات الحمراء؟" بدقة تزيد عن 80٪. إنكي، وهو ببغاء رمادي إفريقي آخر، أظهر أن لديه مفردات حول ألف كلمة، وأظهر القدرة على ابتكار واستخدام الكلمات في سياقها الصحيح.
لا تملك الببغاوات حبالًا صوتيةً، لذلك يتم الحصول على الصوت عن طريق طرد الهواء عبر فم القصبة الهوائية في العضو المسمى بالمصفار. تنتج أصوات مختلفة عن طريق تغيير عمق وشكل القصبة الهوائية. تشتهر الببغاوات الرمادية بقدرتها الفائقة على تقليد الأصوات والكلام البشري، مما جعلها تحظى بشعبية بين الحيوانات الأليفة منذ العصور القديمة.
لا على الرغم من أن معظم أنواع الببغاوات قادرة على تقليد الأصوات، إلا أن بعض ببغاوات الأمازون تعتبر بشكل عام أفضل المقلدين والمتحدثين في عالم الببغاء. يظل السؤال عن سبب تقليد الطيور مفتوحًا، لكن تلك التي غالبًا ما تسجل درجات عالية جدًا في الاختبارات المصممة لقياس القدرة على حل المشكلات. لوحظ أن الببغاوات الرمادية البرية تقلد الطيور الأخرى.

### الغناء
الببغاوات غير معتادة بين الطيور بسبب نطقها المكتسب، وهي صفة تشترك فيها مع الطيور الطنانة والطيور المغردة فقط. يقع مصفار الببغاوات، الذي يساعد في قدرتها على إصدار الأصوات، في قاعدة القصبة الهوائية ويتكون من عضلتين معقدتين من الحقن تسمح بإنتاج اهتزازات صوتية، وزوج من الأغشية الطبلة الجانبية التي التحكم في تردد الصوت. يسمح موضع المصفار في الطيور بتدفق الهواء الموجه إلى الأكياس الهوائية بين الترقوة وفقًا لضغط كيس الهواء، والذي بدوره يخلق نغمة أعلى وأعلى في غناء الطيور.

### التعاون
ذكرت دراسة أجريت عام 2011 أن بعض الببغاوات الرمادية الأفريقية تفضل العمل بمفردها، بينما يحب البعض الآخر العمل معًا. مع اثنين من الببغاوات، يعرفون ترتيب المهام أو متى يجب عليهم القيام بشيء ما معًا في وقت واحد، لكن لديهم مشكلة في تبادل الأدوار. مع ثلاثة ببغاوات، يفضل ببغاء واحد التعاون مع أحد الببغاوات الآخرين، لكنهم جميعًا يتعاونون لحل هذه المهمة.

## في الحياة والثقافة العامة

### في اللغة
يأتي اسم الببغاء «Psittaciformes» من الإغريقية، (ψιττακός)؛ الذي لم يتضح أصله. سجل كتسياس اسم «Psittacus» بعد الاسم الهندي للطائر، على الأرجح «parakeet» (وُضع الآن في جنس درة). لاحظ بلينيوس الأكبر في موسوعته «التاريخ الطبيعي» (الكتاب 10، الفصل 58) أن الهنود أطلقوا على الطائر اسم «siptaces»؛ ومع ذلك، لم يُتَعَقَّبْ أَيُّ اسم هندي مطابق.
اللَّفظَةُ الهِندِيَّةُ الأصل هي «بَبَغَا» بلغة التأميل التي يتكلمون بها في بعض أنحاء جزيرة سيلان(1) وما يجاورها من بلاد الهند. أما الدُّرَّةُ؛ فلفظةٌ إفريقيَّةٌ حبشيةُ الأصلِ، وهي الدرة بلغة التجرة إحدى اللغات الحبشية. وقد ذكرها الدميري قال: «الدُّرة بضم الدال المهملة الببغاء». وجاء في كتاب محيط المحيط: «تُطلق الدرة عند العامَّة على طائر الببغاء، ولا أرى الببغاء أفصح منهما؛ فكلاهما أعجمي. ويظهر أنَّ العرب الذين اتصلوا بالهند عن طريق البحر الفارسي(2) استعملوا لفظة الببغاء، والذين اتصلوا بالصومال وبلاد الحبشة استعملوا لفظة الدرة، لكن البعض بُفَرِّق بين الدرة والببغاء، يطلقون الأول علي الصغير من هذا الطائر، والثانية على ماعظم من حجمه». وقال الأب أنستانس: «الدرة وردت في كتاب الحيوان للجاحظ، قال: ولسنا نعني أنَّ للدرة ما للطاووس من حُسْنِ ذلك الرِّيش وتلاوينه وتعاريجه».

### في الثقافة العامة
التجارة
أدت شعبية الببغاوات كحيوانات أليفة إلى ازدهار تجارة الطيور -وغالبًا ما تكون غير مشروعة-، كما أن بعض الأنواع مهددة الآن بالانقراض. مزيج من محاصرة الطيور البرية والأضرار التي لحقت بموائل الببغاء تجعل البقاء على قيد الحياة صعبًا أو حتى مستحيلًا بالنسبة لبعض أنواع الببغاء. يعد استيراد الببغاوات البرية إلى الولايات المتحدة وأوروبا أمرًا غير قانوني بعد إقرار قانون تجمعات الطيور البرية في سنة 1992.
يمكن رؤية حجم المشكلة في قضية توني سيلفا عام 1996، حيث سُجِنَ خبير ببغاء ومدير سابق في لورو باركي (أكبر حديقة ببغاء في أوروبا) في تنريفي في الولايات المتحدة لمدة 82 شهرًا وغرامة قدرها 100000 دولار بتهمة تهريب الببغاوات الصفير. (مثل هذه الطيور تتطلب سعرًا مرتفعًا جدًا).
الدول المختلفة لديها طرق مختلفة للتعامل مع التجارة الداخلية والدولية. حظرت أستراليا تصدير طيورها الأصلية منذ عام 1960. في يوليو 2007، بعد سنوات من الحملات التي قامت بها المنظمات غير الحكومية وتفشي إنفلونزا الطيور، أوقف الاتحاد الأوروبي استيراد جميع الطيور البرية مع حظر دائم على استيرادها. قبل فرض حظر مؤقت سابق بدأ في أواخر أكتوبر 2005، كان الاتحاد الأوروبي يستورد نحو مليوني طائر حي سنويًا، حوالي 90٪ من السوق الدولية؛ مئات الآلاف من هذه الطيور كانت ببغاوات. لا توجد قوانين وطنية تحمي مجموعات الببغاء الضالة في الولايات المتحدة.
المكسيك لديها نظام ترخيص لاصطياد وبيع الطيور المحلية. وفقًا لتقرير عام 2007، يُصطَادُ 65000 إلى 78500 ببغاء سنويًا، لكن معدل الوفيات قبل الوصول إلى المشتري يزيد عن 75٪ مما يعني وفاة حوالي 50.000 إلى 60.000 ببغاء.
في الثقافة
ظَهَرَتِ الببغاوات في المؤلفات، والقصة، والفن، والفكاهة، والدين والموسيقى لآلاف السنين، مثل: حكاية إيسوب «الببغاء والقط»، وديوان المثنوي المعنوي لجلال الدين الرومي عام 1250 في قصيدة «التاجر والببغاء». تشمل الكتب الحديثة عن الببغاوات في الثقافة الإنسانية ثقافة الببغاء.
في العصور القديمة والحالية، اُستُخدِمَ ريش الببغاء في المراسم والزخرفة. لدى الببغاء تاريخ طويل كحيوانٍ أليفٍ يمتد لآلاف السنين، وغالبًا ما اُحتفظ به رمزًا للملكية أو الثروة.
تُستخدَمُ الببغاوات كرموز للأمم والقومية؛ يَظْهَرُ ببغاء على علم دومينيكا واثنين من الببغاوات على شعار النبالة. ببغاء سانت فنسنت هو الطائر الوطني لسانت فينسنت والغرينادين؛ وهي دولة كاريبية.
أقوال عن الببغاوات تُلَوِّنُ اللغة الانجليزية الحديثة. فعل «parrot» في القاموس يعني «التكرار بالحفظ عن ظهر قلب»، كذلك يُقالُ في اللغة العربية: «يقال ببغاء؛ لشخصٍ يتكلَّم أو يعيد الكلام من دون تفكير، من غير أن يفهم ما يقول». كما أُعطيت كليشيهات مثل التعبير البريطاني «مريض كببغاء»؛ على الرغم من أن هذا يشير إلى خيبة الأمل الشديدة وليس المرض، إلا أنه قد ينشأ من حمى الببغاء، والذي يمكن أن ينتقل إلى البشر. أول ظهور لتعبير ذي صلة كان في مسرحية أفرا بن (The False Count) سنة 1681. تظهر الببغاوات في العديد من الوسائط؛ وتشمل وسائل الإعلام الخيالية: (Dead Parrot sketch) لمونتي بايثون، وحيد في المنزل 3 وريو؛ والأفلام الوثائقية تشمل (The Wild Parrots of Telegraph Hill).
في الأساطير
في الأساطيرة البولينيزية كما هو الحال في جزر ماركيساس، ذُكِرَتِ الإلهة لاكا على أنها قامت برحلة طويلة وخطيرة إلى أوتونا فيما يعرف الآن بجزر كوك؛ للحصول على ريش ببغاء أحمر ثمين للغاية كهدايا لابنها وابنتها. في رحلتها، مات 100 من مجدفيه البالغ عددهم 140 جوعًا وهم في طريقهم، لكن الناجين وصلوا إلى أوتونا وأسروا ما يكفي من الببغاوات لملء 140 كيسًا بريشهم.
كما اعتبرت الببغاوات مقدسةً؛ فكان شعب موتشي في بيرو القديمة يعبدون الطيور وغالبًا ما يصورون الببغاوات في فنهم. تحظى الببغاوات بشعبية في الكتاب المقدس البوذي وتوجد كتابات كثيرة عنها. على سبيل المثال، قام أميتابها ذات مرة بتغيير نفسه إلى ببغاء للمساعدة في تحويل الناس. قصة قديمة أخرى تروي كيف بعد أن اشتعلت النيران في الغابة، كان الببغاء قلقًا للغاية، وحمل الماء في محاولة لإطفاء النيران. تأثر حاكم الجنة عندما رأى فعل الببغاء، أرسل المطر لإخماد النار. في الأيقونات البوذية الصينية، يُصوَّر أحيانًا ببغاء يحوم على الجانب الأيمن العلوي من غوانيين وهو يَشْبِكُ مِنقَارَها لؤلؤةً أو مسبحةً.
يوم الببغاء العالمي
يُحتَفَلُ باليوم العالمي للببغاء في 31 مايو من كل عام.

## الهوامش
التوضيحات
- 1 سريلانكا حاليًّا.
- 2 الخليج العربي حاليًّا.

المصطلحات
1. ↑  RLI
2. ↑  IUCN
3. ↑  Charismatic megafauna
4. ↑  Tripedalism

## وصلات خارجية
- الببغاء من الموسوعة العربية العالمية
- صندوق الببغاوات العالمي موسوعة الببغاوات؛— معلوماتٌ عن جميع الأنواع.
- Tinkerbell - a flighted CAG parrot in Taiwan and how to keep a flighted grey parrot at home